# Planodes papulosus
Planodes papulosus là một loài bọ cánh cứng trong họ Cerambycidae.